# Artafernes
Artafernes eller Artafrenes, var bror till Dareios I av Persien och satrap över Sardis.
Han mottog en ambassad från Aten troligen skickad av Kleisthenes 497 f.Kr. och då varnade atenarna för att återta tyrannen Hippias. Han spelade också en viktig roll i nedslåendet av det joniska upproret och efter kriget fick han städerna att gå med på att alla meningsskiljaktigheter och tvister skulle slitas av skiljedomare. Han gjorde upp territorieindelningen i parasanger och uppskattade tributskyldigheten utefter detta (Herodotos vi. 42). 492 f.Kr. efterträddes han som satrap av Mardonios (Herodotos v. 25, 30-32, 35, &c.; Diodorus Siculus x. 25).
Hans son, med samma namn, utnämndes, tillsammans med Datis, att ta befälet över den expedition, som sändes av Dareios att straffa Aten och Eretria för deras del i det joniska upproret. Tio år senare förde han befälet över lydierna och mysierna (Herod. vi. 94, 119; Vu. 4, sch. Persae, 21).
Aischylos nämner, i sin lista över persiska kungar (Perserna, 775 ff.), som är ganska ohistorisk, två kungar med namnet Artarenes, vilka kan ha kommit av dessa två persiska befälhavare.